# Alessandro Manzoni

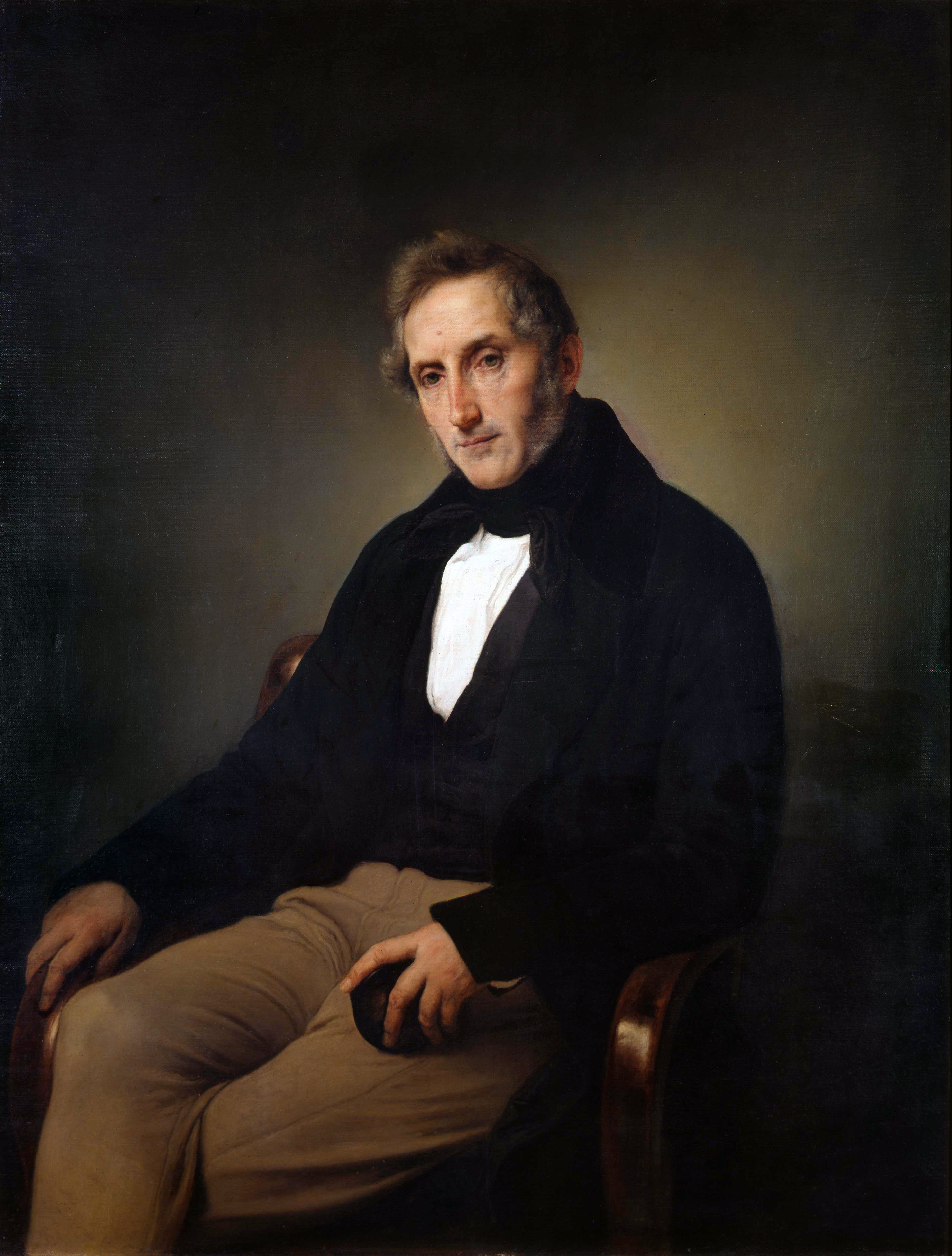
Alessandro Manzoni, 1841, Porträt von Francesco Hayez

Alessandro Francesco Tommaso Antonio Manzoni (* 7. März 1785 in Mailand; † 22. Mai 1873 ebenda) war ein italienischer Dichter und Schriftsteller. Sein berühmtestes Werk ist der 1827 erschienene Roman I Promessi Sposi (deutsch Die Brautleute, auch Die Verlobten).

## Leben
Manzonis Großvater mütterlicherseits, Cesare Beccaria, Marchese di Gualdrasco e di Villareggio (1738–1794), war ein angesehener Jurist und Schriftsteller sowie Autor des in viele Sprachen übersetzten Buches Dei delitti e delle pene (dt. Über Verbrechen und Strafen). Auch seine Mutter Giulia (1762–1841) war literarisch sehr interessiert. Als sein Vater wurde offiziell Graf Don Pietro (1736–1807), der zur Zeit der Geburt Alessandros knapp fünfzig Jahre alt war, ausgegeben. Er repräsentierte eine alte Familie, die in der Nähe von Lecco lebte, die ursprünglich aber eine strenge Feudalherrschaft über Barzio im Valsassina ausgeübt hatte (wo die Erinnerung an ihre Brutalität in einem Sprichwort überliefert ist, das sie mit den Sturzbächen im Gebirge vergleicht). Manzonis wirklicher Vater dürfte Giovanni Verri gewesen sein, der jüngste Bruder der beiden angesehenen Mailänder Juristen und Aufklärer Alessandro und Pietro Verri, mit dem Giulia schon vor ihrer Heirat verkehrt hatte.
Infolge der zerrütteten Familienverhältnisse seiner Eltern – Giulia trennte sich 1792 von Don Pietro und lebte fortan mit dem reichen und gebildeten Grafen Carlo Imbonati zuerst in England, dann in Frankreich – wurde der junge Alessandro von 1790 bis 1803 in kirchlichen Internaten erzogen, wo er nur langsam lernte und zunächst als Versager galt. Im Alter von fünfzehn Jahren entwickelte er jedoch eine Leidenschaft für die Poesie, knüpfte erste Kontakte zu Literaten und exilierten Patrioten und schrieb u. a. ein feuriges, jakobinisch inspiriertes Gedicht mit dem Titel Del trionfo della Libertà („Vom Triumph der Freiheit“). 1805, nach dem Tod seines Vaters, zog der nun Zwanzigjährige zu seiner Mutter nach Paris und stürzte sich dort in das intellektuelle Leben der Hauptstadt des napoleonischen Kaiserreichs, wo er besonders unter den Voltaire-Anhängern viele Freunde fand, namentlich den hochgebildeten Claude Fauriel, der ihn mit neuen literarischen Strömungen und mit dem Werk William Shakespeares bekannt machte. Durch Fauriel kam er auch mit den Ideen der deutschen Romantik in Berührung, noch ehe sie durch Madame de Stael in Europa verbreitet wurden. In den Jahren 1806–1807 trat er zum ersten Mal mit zwei Gedichten an die Öffentlichkeit. Das erste, eine Ode mit dem Titel Urania, war noch in jenem klassischen Stil gehalten, dessen schärfster Gegner er später werden sollte. Das andere war eine Elegie in freien Versen auf den Tod des Grafen Carlo Imbonati, von dem er durch seine Mutter ein beträchtliches Vermögen geerbt hatte, darunter die Villa in Brusuglio nördlich von Mailand, die von nun an sein Hauptwohnsitz wurde.
Erst nach seiner Heirat mit der Genfer Bankierstochter und Calvinistin Henriette Blondel im Jahre 1808 kam Manzoni, der bis dahin infolge seiner kirchlichen Internatserziehung eher antiklerikal eingestellt war, durch seine 1810 konvertierte Frau zu jenem jansenistisch eingefärbten Katholizismus, der sein ganzes weiteres Leben prägen sollte. Die Ehe mit Henriette Blondel erwies sich als äußerst glücklich und Manzoni führte viele Jahre lang ein zurückgezogenes häusliches Leben. Seine intellektuelle Energie widmete er in dieser Periode den Inni sacri („Heiligen Hymnen“), einer Reihe von geistlichen Dichtungen, sowie einer Abhandlung über katholische Moral. Diese Arbeiten, die er unter der religiösen Anleitung seines Beichtvaters unternahm, verstand er als Buße für seine frühere Glaubensferne.
1818 musste er sein väterliches Erbe verkaufen, da er Geld an einen unehrlichen Makler verloren hatte. Bei dieser Gelegenheit zeigte sich seine charakteristische Großzügigkeit im Umgang mit seinen Bauern, die ihm gegenüber verschuldet waren. Er erließ ihnen nicht nur umstandslos alle Schulden, sondern erlaubte ihnen auch, die ganze anstehende Maisernte zu behalten.
1819 veröffentlichte Manzoni seine erste Tragödie Il Conte di Carmagnola, die alle klassischen Konventionen der Einheit von Ort und Zeit brach und eine lebhafte Kontroverse entfachte. In einem einflussreichen literarischen Magazin wurde sie von den Vertretern des italienischen Purismo (der sprachlichen Reinheit) um den Schriftsteller und Literaturtheoretiker Antonio Cesari scharf kritisiert, woraufhin kein Geringerer als Goethe sie verteidigte.
Der Tod Napoleons am 5. Mai 1821 inspirierte Manzoni zu seiner Ode Il Cinque maggio („Der fünfte Mai“), die zu den bekanntesten Dichtungen in italienischer Sprache zählt und zuerst von Goethe, dann noch viele weitere Male, u. a. von Paul Heyse, ins Deutsche übertragen wurde. Die politischen Ereignisse jenes Jahres und die Inhaftierung vieler seiner Freunde bedrückten Manzoni sehr, und sein weiteres Schaffen wurde vor allem durch historische Studien bestimmt, mit denen er sich nach seinem Rückzug auf Brusuglio abzulenken versuchte. 1822 veröffentlichte er die Tragödie Adelchi („Adelgis“), die von der Beendigung der langobardischen Vorherrschaft in Oberitalien durch Karl den Großen handelt und viele Anspielungen auf die österreichische Herrschaft in Mailand und Venedig enthält.
Zugleich entwarf und entwickelte Manzoni, nach ausgiebigen Studien der Geschichte Mailands im 17. Jahrhundert und besonders der großen Pest, die dort 1630 gewütet hatte, den Roman I Promessi Sposi, dessen erste Fassung er im September 1823 unter dem Titel Fermo e Lucia vollendete, aber sofort einer gründlichen Revision unterzog und teilweise völlig neu schrieb. Die zweite Fassung erschien in drei Bänden 1827 und erhob ihren Autor auf Anhieb in den ersten Rang literarischer Berühmtheiten. Dank nachdrücklicher Fürsprache von Goethe, dem Manzoni den fertigen Roman nach Weimar geschickt hatte, wurden in Berlin und Leipzig gleich zwei deutsche Übersetzungen parallel in Auftrag gegeben (denen bis heute ein gutes Dutzend weitere folgten). In den 1830er Jahren überarbeitete Manzoni den Roman ein weiteres Mal detailliert, um ihn von lombardischen Dialektresten zu bereinigen und in toskanischer Schriftsprache vorzulegen, damit er von allen Italienern im ganzen Lande gelesen werden konnte. Diese endgültige Fassung veröffentlichte er in Fortsetzungsfolgen 1840–42 zusammen mit einer Art Zugabe, betitelt Storia della Colonna infame („Geschichte der Schandsäule“), die eine besondere Episode während der großen Pest behandelt und auch von rechtsgeschichtlichem Interesse ist.

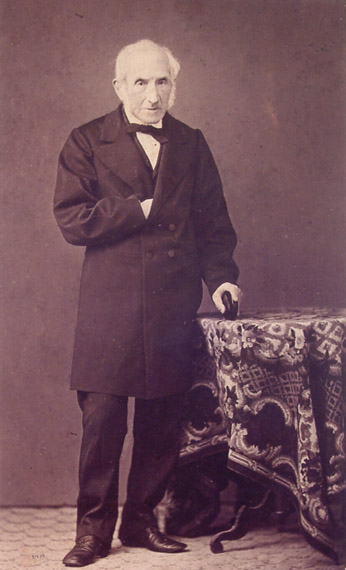
Manzoni um 1870

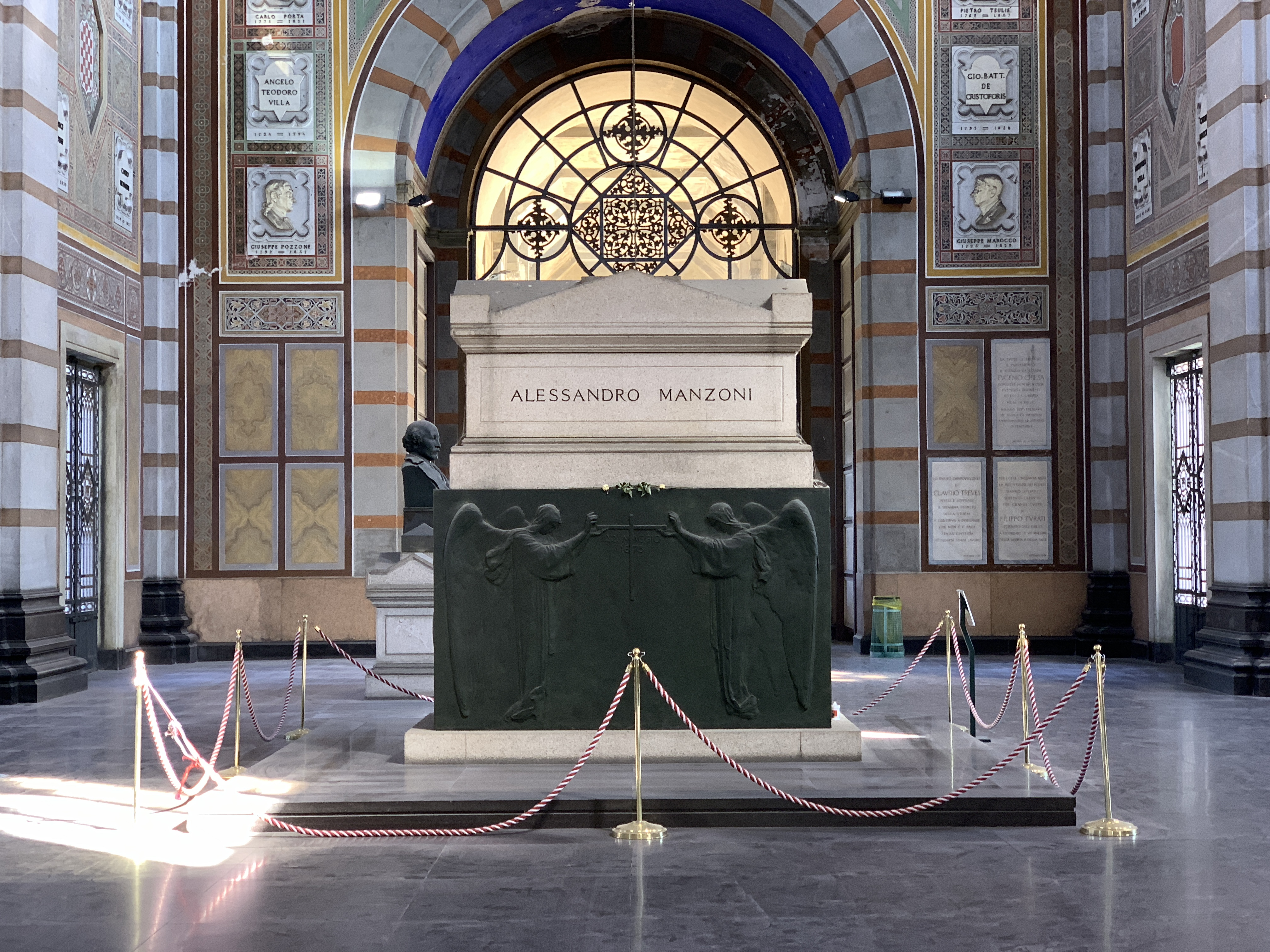
Manzonis Grab in der Kapelle des Cimitero Monumentale in Mailand

Danach schrieb Manzoni keine literarischen Werke mehr, sondern nur noch Abhandlungen über die italienische Geschichte und vor allem über die Notwendigkeit einer allgemeinverständlichen italienischen Sprache. Dennoch genoss er bis ins hohe Alter hinein großes Ansehen als eine Art italienischer Nationaldichter, besonders nach der Einigung Italiens, für die er sich unermüdlich eingesetzt hatte. 1860 wurde er zum Senator des neuen Königreiches ernannt. Bereits 1844 war er als ausländisches Mitglied in den deutschen Orden Pour le Mérite für Wissenschaft und Künste aufgenommen worden und schon seit 1834 war er Mitglied der Accademia Roveretana degli Agiati. Die Académie royale de Belgique nahm ihn 1847 als assoziiertes Mitglied auf.
Die weiteren Lebensjahre wurden von vielen persönlichen Verlusten überschattet. Dem Tod seiner Frau im Jahre 1833 folgte der von sechs seiner neun Kinder sowie seiner Mutter. 1837 heiratete er erneut, diesmal Teresa Borri, Witwe des Grafen Stampa, die er ebenfalls überlebte, während von den neun Kindern aus seinen zwei Ehen nur zwei nach ihm starben. Der Tod seines ältesten Sohnes am 28. April 1873 war der letzte Schlag, der sein Ende beschleunigte. Nach einem Sturz beim Verlassen einer Kirche, durch den er sich eine Schädelverletzung zuzog, erlitt er einen Zusammenbruch, erkrankte rasch und starb am 22. Mai 1873 an einer Hirnhautentzündung. Ganz Italien trauerte um ihn, seine Beisetzung wurde mit beinahe königlichem Prunk gefeiert und seine sterblichen Reste wurden von einem riesigen Leichenzug zum Mailänder Cimitero Monumentale begleitet, wo ihm Fürsten und alle hohen Staatsbeamten die letzte Ehre erwiesen. Sein vornehmstes Monument stellt jedoch Verdis Requiem dar, das der Komponist ihm gewidmet hat und dessen Uraufführung 1874 an Manzonis erstem Todestag stattfand.
Erste Biografien Manzonis verfassten Cesare Cantù (1885), Angelo De Gubernatis (1879) und Arturo Graf (1898). Ein Teil seiner Briefe wurde von Giovanni Sforza (1882) veröffentlicht.

## Ins Deutsche übersetzte Werke
- Inni sacri, 1815 (dt. Heilige Hymnen, übersetzt von Paul Heyse, Berlin 1889)
- Osservazioni sulla morale cattolica, 1819 (dt. Bemerkungen über die katholische Moral, übersetzt von Joseph v. Orsbach, Köln 1835; auch Betrachtungen über die kath. Moral, übers von Franz Arens, München 1923 = Bd. 6 der [unvollendeten] Werkausgabe von Hermann Bahr und Ernst Kamnitzer, München 1923 (DNB))
- Il cinque Maggio, 1821 (dt. Der fünfte Mai, übersetzt von Johann Wolfgang von Goethe, 1822), Paul Heyse (1871) u. a. m.
- Adelchi, 1822 (dt. Adelgis, übersetzt von Karl Streckfuss, Berlin 1827 sowie übersetzt von Johann Friedrich Heinrich Schlosser, Heidelberg 1856 (Nachauflage) )
- La Monaca di Monza (Teilstück aus Fermo e Lucia, 1823), postum veröffentl. 1954 (dt. Die Nonne von Monza, übersetzt von Heinz Riedt: Aufbau-Verlag Berlin 1956 (unter dem Pseudonym Pan Rova), Nymphenburger Verlagsanstalt München 1964, dtv München 1988)
- I Promessi Sposi, 1827, rev. Ausgabe 1840–42 (zahlreiche deutsche Übersetzungen unter dem Titel Die Verlobten, von Daniel Leßmann, Berlin 1827, rev. 1832, und Eduard v. Bülow, Leipzig 1828, rev. 1837, bis Johanna Schuchter, München 1923, und Ernst Wiegand Junker, München 1960, online (Berlin 1860, Leßmann); bisher letzte Neuübersetzung unter dem Titel Die Brautleute, deutsch von Burkhart Kroeber, Hanser, München 2000; dtv 2003)
- Storia della Colonna Infame, 1842 (dt. Die Schandsäule, nach einer anonymen Übersetzung von 1843 hrsg. und übers. von Wolfgang Boerner, Vorwort von Leonardo Sciascia, Verlagsgruppe Vis-à-vis, Berlin 1988, dtv 1990; Neuübersetzung: Geschichte der Schandsäule, deutsch von Burkhart Kroeber, mit einem Vorwort von Umberto Eco und einem Nachwort von Michael Stolleis, Dieterich’sche Verlagsbuchhandlung Mainz 2012)
- Del romanzo storico, 1850 (dt. Über den historischen Roman, übersetzt von Franz Arens, in Bd. 5 der o. a. Werkausgabe, Schriften zur Philosophie und Ästhetik, München 1923 (DNB))

## Sekundärliteratur
- Hugo Blank: Goethe und Manzoni: Weimar und Mailand. Winter, Heidelberg 1988.
- Hugo Blank (Hrsg.): Weimar und Mailand: Briefe und Dokumente zu einem Austausch um Goethe und Manzoni. Winter, Heidelberg 1992.
- Natalia Ginzburg: La famiglia Manzoni. Torino 1983 (dt. Die Familie Manzoni. Übersetzt von Maja Pflug und Andrea Spingler, Claassen, Düsseldorf 1988; Neuausgabe bei Wagenbach, Berlin 2001)
- Piero Floriani: MANZONI, Alessandro. In: Mario Caravale (Hrsg.): Dizionario Biografico degli Italiani (DBI). Band 69: Mangiabotti–Marconi. Istituto della Enciclopedia Italiana, Rom 2007.
- Hubertus Kohle: Alessandro Manzoni. In: Biographisch-Bibliographisches Kirchenlexikon (BBKL). Band 5, Bautz, Herzberg 1993, ISBN 3-88309-043-3, Sp. 737–738 (Artikel/Artikelanfang im Internet-Archive).
- Burkhart Kroeber: Manzonis Napoleon-Ode und ihre Verdeutschungen. Akzente. Zeitschrift für Literatur, Heft 3/Juni 2010, S. 268–287; erweitert in: Marie Luise Knott, Georg Witte (Hrsg.), Mit anderen Worten. Zur Poetik der Übersetzung, Matthes & Seitz, Berlin 2014, S. 43–69.
- Realino Marra (Hrsg.): Diritto e castigo. Immagini della giustizia penale: Goethe, Manzoni, Fontane, Gadda. Il Mulino, Bologna, 2013. ISBN 978-88-15-24619-6
- Michael Bernsen: Geschichten und Geschichte: Alessandro Manzonis ‚I promessi sposi‘. Literatur. Forschung und Wissenschaft 32, Berlin: LIT Verlag 2015. Rezension in den Romanischen Studien
- Werner Ross (Hrsg.): Goethe und Manzoni: deutsch-italienische Kulturbeziehungen um 1800. Niemeyer, Tübingen 1989.
- Carl Marquard Sauer (1827–1896): Alessandro Manzoni. Eine Studie. Prag 1871, archive.org.
- Annina Volonterio: Donne nella vita di Alessandro Manzoni. Torino 1960.

## Gedenken

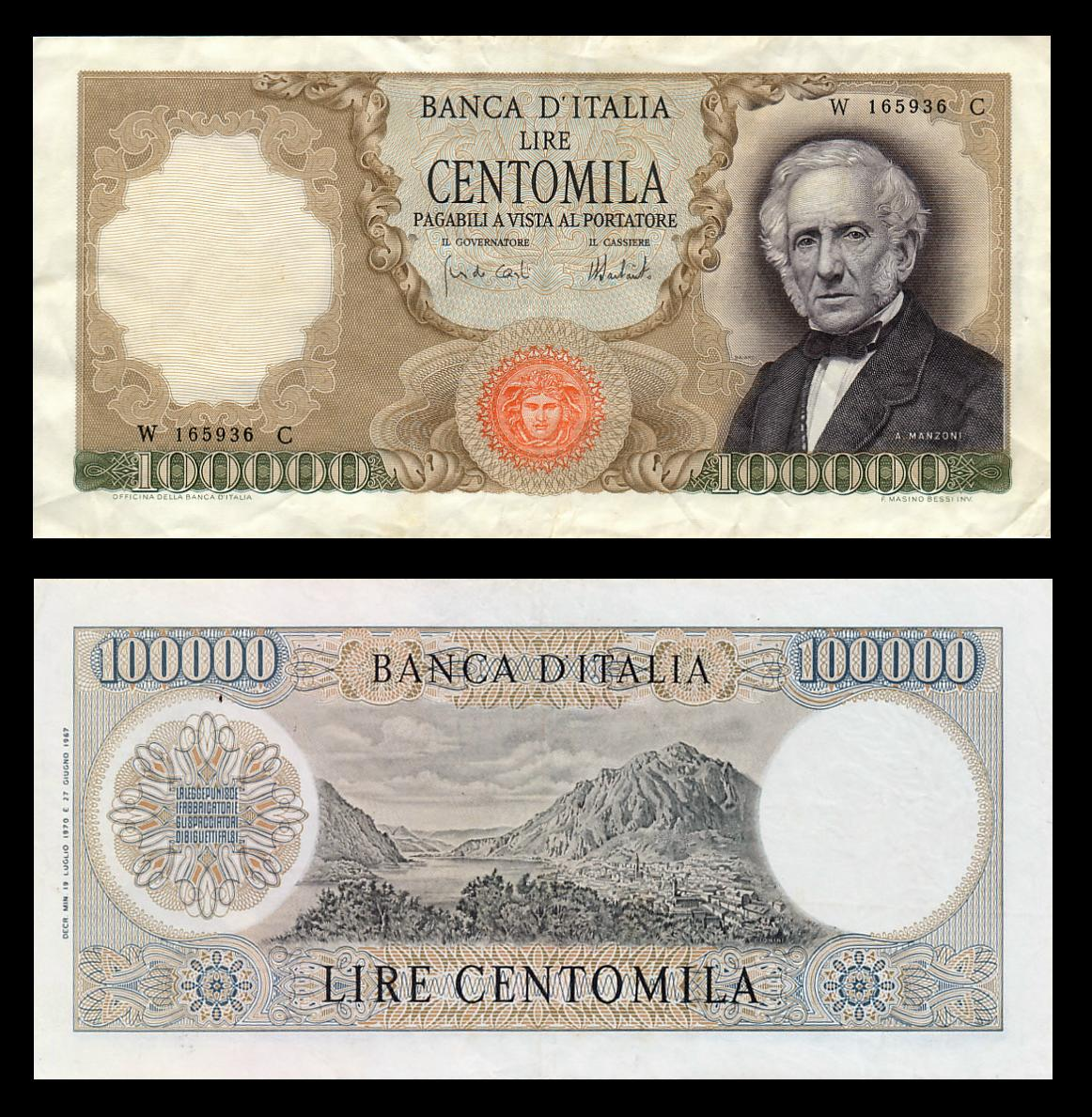
Manzoni auf der italienischen 100.000-Lire-Banknote

Alessandro Manzoni wurde auf der italienischen 100.000-Lire-Banknote abgebildet, die von der Banca d’Italia zwischen 1967 und 1979 ausgegeben wurde.
2023 wurde anlässlich des 150. Jubiläums seines Todestages eine Gedenkmünze im Nennwert von zwei Euro mit seinem Portrait aufgelegt.